# Val van Soechoemi

Conflict situatie Abchazië augustus tot oktober 1993

De Val van Soechoemi (Georgisch: სოხუმის დაცემა) of ook wel de Tragedie van Soechoemi (Georgisch: სოხუმის ტრაგედია) vond plaats op 27 september 1993 tijdens de Georgisch-Abchazische Oorlog en betekende de val van Soechoemi in separatistische handen. Er vond grootschalige etnische zuivering plaats tegen de Georgische burgers in Soechoemi, die hoofdzakelijk werd uitgevoerd door Abchazische militanten, met de hulp van Kaukasische en Russische bondgenoten. Het was de laatste, beslissende slag van deze oorlog die ruim 13 maanden duurde en gewonnen werd door de door Rusland gesteunde Abchazische separatisten en culmineerde in gruweldaden, etnische zuiveringen en een massa exodus van Georgiërs uit Abchazië.

## Gebeurtenissen

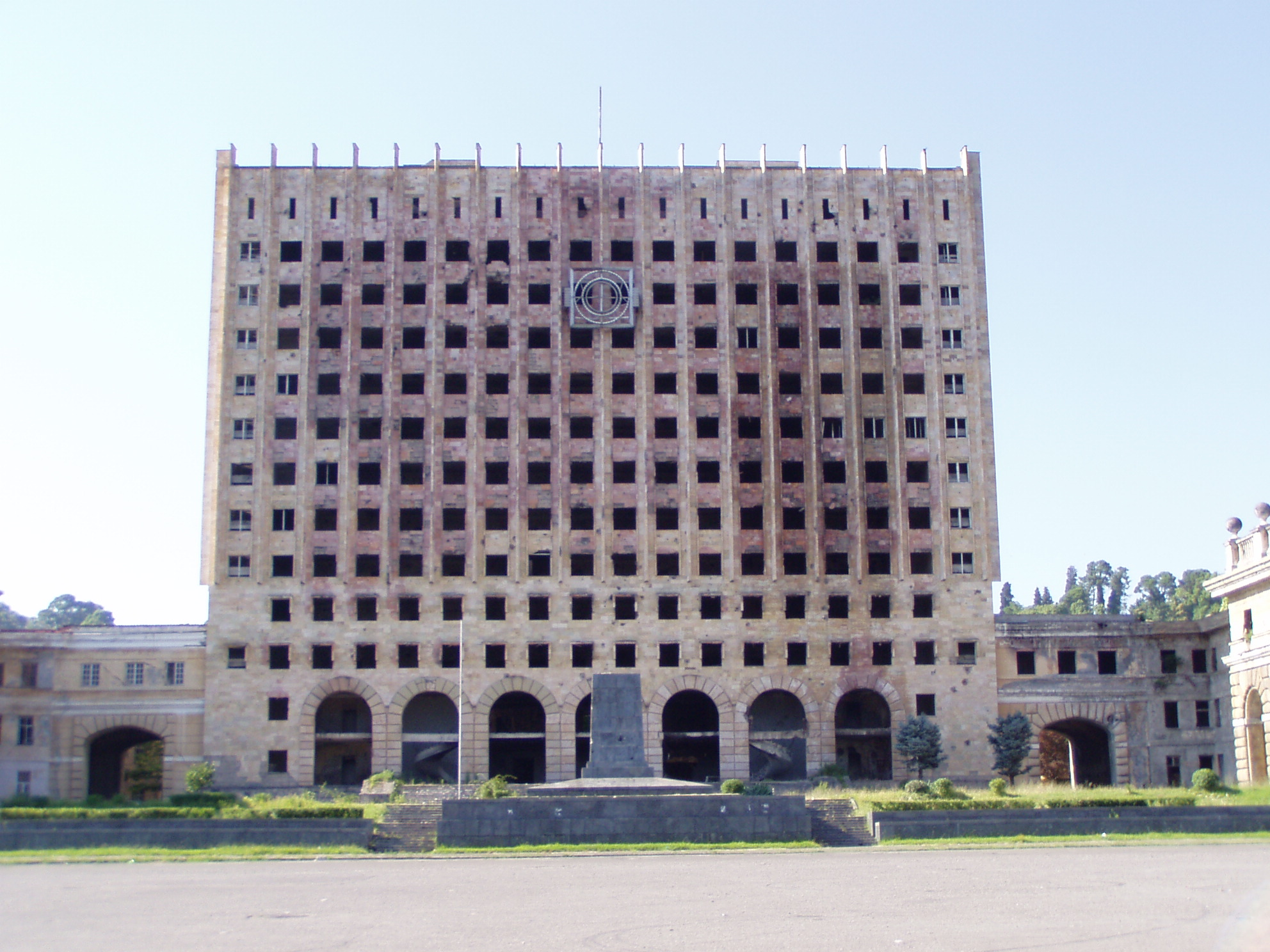
Het vernielde gebouw van het Abchazische parlement in Soechoemi

De beslissende slag om Soechoemi werd voorafgegaan door een VN-overeenkomst over een staakt-het-vuren en de terugtrekking van militair materieel uit het conflictgebied, dat op 27 juli in het Russische Sotsji tussen beide partijen werd ondertekend. Op 16 september braken de Abchazische separatisten de overeenkomst en lanceerden een grootschalige aanval op Soechoemi en andere steden. Georgië had inmiddels in lijn met de VN-overeenkomst een groot deel van zijn zware wapens uit het conflictgebied teruggetrokken. De licht bewapende Georgische eenheden konden de zware aanval uiteindelijk niet afslaan en moesten op 27 september zwichten waarna de stad viel. De Georgische leider Edoeard Sjevardnadze had beloofd de stad "met blote handen" te verdedigen, maar liet zich uiteindelijk toch vlak voor de separatisten de stad introkken evacueren.
Gedurende deze gevechten werd de luchthaven van Soechoemi op meerdere dagen door de Abchaziërs bestookt, waarbij uiteindelijk vijf vliegtuigen werden vernietigd. Hieronder bevonden zich twee inkomende toestellen met ruim 100 doden tot gevolg. Het tweede toestel dat werd neergeschoten tijdens de landing geldt als de zwaarste vliegramp in Georgië. De separatistische strijders organiseerden in de stad een beestachtige slachting onder de overgebleven bevolking. Leden van de regering van de door Georgië erkende Abchazische autonome republiek werden voor het regeringsgebouw geëxecuteerd.

## Gevolgen
In enkele dagen tijd bezetten separatistische troepen bijna het hele grondgebied van Abchazië, behalve de Kodorivallei dat nog jaren onder Georgische controle bleef. Gedurende de val van Soechoemi kwam een massa exodus uit de stad op gang. Tienduizenden Georgiërs trokken te vooral voet via de Kodorivallei over de bergen naar het Georgisch gecontroleerde Svanetië, een tocht van dagen. Georgiërs in de zuidelijke districten Otsjamtsjire en Gali trokken de grens over via de Engoeri rivier naar Mingrelië en werden opgevangen in Zoegdidi. In totaal raakten meer dan 250.000 etnische Georgiërs, Grieken en andere minderheden ontheemd en werden interne vluchtelingen in centraal gecontroleerd Georgië. 27 september is sindsdien als De Dag van de Val van Soechoemi een van de belangrijkste nationale herdenkingsdagen in Georgië en markeert het verlies van Abchazië en tevens de hoop dat het gebied ooit nog terugkomt onder Georgische hoede en dat de honderdduizenden ontheemden ooit nog terug kunnen keren.